# Nghị quyết 3379 của Đại Hội đồng Liên Hợp Quốc
Nghị quyết 3379 của Đại Hội đồng Liên Hợp quốc, là một nghị quyết của Đại Hội đồng Liên Hợp Quốc xác định chủ nghĩa phục quốc Do Thái là một hình thức phân biệt chủng tộc và phân biệt đối xử về chủng tộc. Nghị quyết được thông qua vào ngày 10 tháng 11 năm 1975 với 72 phiếu thuận, 35 phiếu chống và 32 phiếu trắng. Nghị quyết bị bãi bỏ vào ngày 16 tháng 12 năm 1991. Cuộc biểu quyết thông qua Nghị quyết 3379 được tổ chức gần một năm sau khi thông qua Nghị quyết 3236 và Nghị quyết 3237: Nghị quyết 3236 công nhận quyền tự quyết dân tộc của người Palestine và thiết lập liên lạc với Tổ chức Giải phóng Palestine; Nghị quyết 3237 công nhận Tổ chức Giải phóng Palsetine là quan sát viên Đại Hội đồng Liên Hợp Quốc.

## Bối cảnh

### Lãnh thổ ủy trị Palestine
Tại Hội nghị San Remo vào tháng 7 năm 1920, Vương quốc Anh được giao quản lý Lãnh thổ ủy trị Palestine nhằm thiết lập một nhà nước cho người Do Thái với điều kiện đảm bảo các quyền của những cộng đồng đang sinh sống tại Palestine. 

### Kế hoạch chia cắt Palestine của Liên Hợp Quốc
Ngày 29 tháng 11 năm 1947, Đại Hội đồng Liên Hợp Quốc thông qua Nghị quyết 181 (II), khuyến nghị chia cắt Lãnh thổ ủy trị Palestine thành hai nhà nước cho người Ả Rập và người Do Thái cùng với một quy chế quốc tế đặc biệt cho Jerusalem. Ngày 14 tháng 5 năm 1948, Hội đồng Dân tộc Do Thái thông qua Tuyên ngôn độc lập Israel, chính thức thành lập Nhà nước Israel. Ngày 11 tháng 5 năm 1949, Israel gia nhập Liên Hợp Quốc.

## Nội dung
Nghị quyết 3379 viện dẫn những văn kiện, nghị quyết trước của Đại Hội đồng Liên Hợp Quốc, Tổ chức châu Phi Thống nhất và Phong trào không liên kết để lên án chủ nghĩa phục quốc Do Thái là một hình thức phân biệt chủng tộc, phân biệt đối xử về chủng tộc tương tự với apartheid của Nam Phi.

## Kết quả biểu quyết
| Thuận (72) 25 quốc gia đệ trình | Trắng (32) | Chống (35) |
| --- | --- | --- |
| \| Afghanistan Albania Algeria Bahrain Bangladesh Brasil Bulgaria Burundi Byelorussian SSR Cameroon Cape Verde Chad Trung Quốc Congo Cuba Síp Tiệp Khắc Dahomey Nam Yemen Ai Cập Guinea Xích đạo Gambia Cộng hòa Dân chủ Đức Grenada Guinea Guinea-Bissau Guyana Hungary Ấn Độ Indonesia Iran Iraq Jordan Campuchia Dân chủ Kuwait Lào Liban \| Libya Madagascar Malaysia Maldives Mali Malta Mauritania Mexico Mông Cổ Maroc Mozambique Niger Nigeria Oman Pakistan Ba Lan Bồ Đào Nha Qatar Rwanda São Tomé và Príncipe Ả Rập Xê Út Senegal Somalia Liên Xô Sri Lanka Sudan Syria Tunisia Thổ Nhĩ Kỳ Uganda Ukrainian SSR Các Tiểu vương quốc Ả Rập Thống nhất Tanzania Yemen Nam Tư \| | Argentina Bhutan Bolivia Botswana Burma Chile Colombia Ecuador Ethiopia Gabon Ghana Hy Lạp Guatemala Jamaica Nhật Bản Kenya Lesotho Mauritius Nepal Papua New Guinea Paraguay Peru Philippines Sierra Leone Singapore Thái Lan Togo Trinidad và Tobago Thượng Volta Venezuela Zaire Zambia                                            | Úc Áo Bahamas Barbados Bỉ Canada Cộng hòa Trung Phi Costa Rica Đan Mạch Cộng hòa Dominica El Salvador Fiji Phần Lan Pháp Tây Đức Haiti Honduras Iceland Ireland Israel Ý Bờ Biển Ngà Liberia Luxembourg Malawi Hà Lan New Zealand Nicaragua Na Uy Panama Swaziland Thụy Điển Anh Quốc Hoa Kỳ Uruguay |
| Nguồn: United Nations Bibliographic Information System | | |
| Afghanistan Albania Algeria Bahrain Bangladesh Brasil Bulgaria Burundi Byelorussian SSR Cameroon Cape Verde Chad Trung Quốc Congo Cuba Síp Tiệp Khắc Dahomey Nam Yemen Ai Cập Guinea Xích đạo Gambia Cộng hòa Dân chủ Đức Grenada Guinea Guinea-Bissau Guyana Hungary Ấn Độ Indonesia Iran Iraq Jordan Campuchia Dân chủ Kuwait Lào Liban | Libya Madagascar Malaysia Maldives Mali Malta Mauritania Mexico Mông Cổ Maroc Mozambique Niger Nigeria Oman Pakistan Ba Lan Bồ Đào Nha Qatar Rwanda São Tomé và Príncipe Ả Rập Xê Út Senegal Somalia Liên Xô Sri Lanka Sudan Syria Tunisia Thổ Nhĩ Kỳ Uganda Ukrainian SSR Các Tiểu vương quốc Ả Rập Thống nhất Tanzania Yemen Nam Tư | |

## Phản ứng

### Israel
Trong bài phát biểu trước Đại Hội đồng Liên Hợp Quốc cùng ngày, Đại sứ Israel tại Liên Hợp Quốc Chaim Herzog bác bỏ nghị quyết vì Israel đảm bảo đầy đủ các quyền của người Ả Rập tại Israel và lên án các nước Ả Rập là đạo đức giả vì chỉ trích Israel trong khi không bảo vệ quyền lợi của người Do Thái của chính mình.
Sau khi nghị quyết được thông qua, Israel đổi tên Đại lộ Liên Hợp Quốc tại Haifa, Jerusalem và Tel Aviv thành Đại lộ phục quốc Do Thái.

### Hoa Kỳ
Trước cuộc biểu quyết, Đại sứ Hoa Kỳ tại Liên Hợp Quốc Daniel Patrick Moynihan cảnh báo rằng Liên Hợp Quốc đang biến chủ nghĩa bài Do Thái thành luật quốc tế và tuyên bố rằng Hoa Kỳ sẽ không chấp nhận "hành động ô nhục này".

## Bãi bỏ
Nghị quyết 3379 bị bãi bỏ vào ngày 16 tháng 12 năm 1991. Trước đó, Israel đặt điều kiện chỉ đồng ý Hội nghị Madrid 1991 nếu Nghị quyết 3379 bị bãi bỏ. 88 quốc gia, bao gồm phần lớn các quốc gia thuộc Thế giới thứ nhất và Thế giới thứ hai, đồng đệ trình nghị quyết và được nhiều quốc gia châu Phi ủng hộ. Cuộc biểu quyết được tổ chức ngay sau Chiến tranh Vùng Vịnh. Liên đoàn Ả Rập, hầu hết các quốc gia Hồi giáo, Cuba, Cộng hòa Dân chủ Nhân dân Triều Tiên, Sri Lanka và Việt Nam phản đối nghị quyết.

### Kiến nghị của Hoa Kỳ
Nghị quyết 46/86 được trình trước Đại Hội đồng Liên Hợp Quốc dưới sức ép của Hoa Kỳ. Tổng thống Hoa Kỳ George H. W. Bush đích thân trình bày nghị quyết, tuyên bố rằng chủ nghĩa phục quốc Do Thái không phải là phân biệt chủng tộc và việc bãi bỏ Nghị quyết 3379 sẽ giúp ích cho sự nghiệp hòa bình của thế giới. 

### Nội dung
Nghị quyết 46/86 chỉ có một dòng tuyên bố bãi bỏ Nghị quyết 3379.

### Kết quả biểu quyết
| Thuận (111) 88 quốc gia đệ trình | Trắng (13) | Chống (25) | Vắng mặt (15) |
| --- | --- | --- | --- |
| \| Albania Antigua and Barbuda Argentina Úc Áo Bahamas Barbados Belarus Bỉ Belize Benin Bhutan Bolivia Botswana Brazil Bulgaria Burundi Campuchia Cameroon Canada Cape Verde Cộng hòa Trung Phi Chile Congo Costa Rica Bờ Biển Ngà Síp Cộng hòa Liên bang Séc và Slovakia Đan Mạch Dominica Cộng hòa Dominica Ecuador El Salvador Estonia Fiji Phần Lan Pháp Gabon Gambia Đức Hy Lạp Grenada Guatemala Guyana Haiti Honduras Hungary Iceland Ấn Độ Ireland Israel Ý Jamaica Nhật Bản Kenya Lesotho \| Latvia Liberia Litva Luxembourg Madagascar Malta Malawi Quần đảo Marshall Mexico Mông Cổ Micronesia Mozambique Namibia Nepal Hà Lan New Zealand Nicaragua Nigeria Na Uy Panama Papua New Guinea Paraguay Peru Philippines Ba Lan Bồ Đào Nha Hàn Quốc Romania Rwanda Saint Kitts và Nevis Saint Lucia Saint Vincent và Grenadines São Tomé và Príncipe Seychelles Sierra Leone Singapore Quần đảo Solomon Liên Xô Tây Ban Nha Suriname Swaziland Thụy Điển Thái Lan Togo Ukraine Anh Quốc Hoa Kỳ Uruguay Venezuela Nam Tư Zaire Zambia \| | Angola Burkina Faso Ethiopia Ghana Lào Maldives Mauritius Myanmar Trinidad và Tobago Thổ Nhĩ Kỳ Uganda Tanzania Zimbabwe | Afghanistan Algeria Brunei Bangladesh Cuba Cộng hòa Dân chủ Nhân dân Triều Tiên Indonesia Iran Iraq Jordan Lebanon Libya Malaysia Mali Mauritania Pakistan Qatar Ả Rập Xê Út Somalia Sri Lanka Sudan Cộng hòa Ả Rập Syria Các Tiểu vương quốc Ả Rập Thống nhất Việt Nam Yemen | Bahrain Chad Trung Quốc Comoros Djibouti Ai Cập Guinea Guinea-Bissau Kuwait Maroc Niger Oman Senegal Cộng hòa Nam Phi Tunisia Vanuatu |
| Nguồn: United Nations Bibliographic Information System | | | |
| Albania Antigua and Barbuda Argentina Úc Áo Bahamas Barbados Belarus Bỉ Belize Benin Bhutan Bolivia Botswana Brazil Bulgaria Burundi Campuchia Cameroon Canada Cape Verde Cộng hòa Trung Phi Chile Congo Costa Rica Bờ Biển Ngà Síp Cộng hòa Liên bang Séc và Slovakia Đan Mạch Dominica Cộng hòa Dominica Ecuador El Salvador Estonia Fiji Phần Lan Pháp Gabon Gambia Đức Hy Lạp Grenada Guatemala Guyana Haiti Honduras Hungary Iceland Ấn Độ Ireland Israel Ý Jamaica Nhật Bản Kenya Lesotho | Latvia Liberia Litva Luxembourg Madagascar Malta Malawi Quần đảo Marshall Mexico Mông Cổ Micronesia Mozambique Namibia Nepal Hà Lan New Zealand Nicaragua Nigeria Na Uy Panama Papua New Guinea Paraguay Peru Philippines Ba Lan Bồ Đào Nha Hàn Quốc Romania Rwanda Saint Kitts và Nevis Saint Lucia Saint Vincent và Grenadines São Tomé và Príncipe Seychelles Sierra Leone Singapore Quần đảo Solomon Liên Xô Tây Ban Nha Suriname Swaziland Thụy Điển Thái Lan Togo Ukraine Anh Quốc Hoa Kỳ Uruguay Venezuela Nam Tư Zaire Zambia | | |